# Panaxia lusitanicula
Panaxia lusitanicula är en fjärilsart som beskrevs av Felix Bryk. Panaxia lusitanicula ingår i släktet Panaxia och familjen björnspinnare. Inga underarter finns listade i Catalogue of Life.